# Ivar Bjørnson
Ivar Bjørnson, född Ivar Skontorp Peersen 27 november 1977 i Etne, Hordaland, Norge, är en norsk låtskrivare och musiker. Tillsammans med Grutle Kjellson är han en av de två kvarvarande originalmedlemmarna i det progressiva black metal/viking metal-bandet Enslaved, som bildades från death metal-bandet "Phobia" där Bjørnson och Kjellson spelade tillsammans från 1989. De två bestämde att de ville skapa ett nytt band i en mer black metal-stil, och efter att ha upptäckt sin gemensamma fascination för norsk mytologi, blev det starten på Enslaved.
Bjørnson bidrog med keyboard och synthesizer på Borknagars första tre album och synthesizer och piano på Gorgoroth-albumen Incipit Satan och Destroyer, or About How to Philosophize with the Hammer under namnet "Daimonion"; och producerade också den första demoen med black metal-bandet Orcustus.
År 2014 gav den norska regeringen Bjørnson och Einar Selvik (från Wardruna) i uppdrag att skapa ett musikaliskt stycke för att fira 200-årsdagen av den norska konstitutionen. Arrangemanget bar titeln "Skuggsjá" och framfördes av Enslaved och Wardruna som en konsert vid "Eidsivablot-festivalen" i Eidsvoll 13 september 2014. Musiken baserades på historien, kulturen och språket i Norge och dess norska tradition, avsedd att berätta om Norge och det förflutna i Norges nutid. Paret bestämde sig senare för att projektet skulle utökas och ytterligare framföringar följde, inklusive en på den populära Roadburn-festivalen i Tilburg 2015. De använde projektets namn och släppte studioalbumet A Piece for Mind & Mirror 11 mars 2016.

## Diskografi (urval)
Studioalbum med Enslaved
- Vikingligr Veldi (1994)
- Frost (1994)
- Eld  (1997)
- Blodhemn (1998)
- Mardraum – Beyond the Within (2000)
- Monumension (2001)
- Below the Lights (2003)
- Isa (2004)
- Ruun (2006)
- Vertebrae (2008)
- Axioma Ethica Odini (2010)
- RIITIIR (2012)
- In Times (2015)

Studioalbum med Borknagar
- Borknagar (1996)
- The Olden Domain (1997)
- The Archaic Course (1998)

Studioalbum med Gorgoroth
- Destroyer, or About How to Philosophize with the Hammer (1998)
- Incipit Satan (2000)

Studioalbum med Desekrator
- Metal for Demons (1998)

Studioalbum med Trinacria
- Travel Now Journey Infinitely (2008)